# 亚历山大·阿南琴科
亚历山大·叶夫根尼耶维奇·阿南琴科（俄語：Александр Евгеньевич Ананченко，1966年2月2日—）是顿涅茨克人民共和国的政治家，自2018年9月起担任副总理。

## 历史
阿南琴科于1966年出生于乌克兰顿涅茨克州谢利多沃。他拥有乌克兰公民身份，并接受了乌克兰的高等教育。他是小镇寡头塞希·库尔什恩科公司分公司的董事兼任办事处主任。以及他的顾问。自2013年以来，他一直住在乌克兰东部，2014年他参与了顿巴斯的分离主义叛乱。2018年9月7日，顿涅茨克人民共和国代理负责人丹尼斯·普希林任命他为副总理。